# Piper davidsonii
Piper davidsonii är en pepparväxtart som beskrevs av Truman George Yuncker. Piper davidsonii ingår i släktet Piper och familjen pepparväxter. Inga underarter finns listade i Catalogue of Life.